# Lillianes
Lillianes est une commune italienne alpine de la région Vallée d'Aoste.

## Géographie
La commune de Lillianes s'étend dans la basse Vallée du Lys entre celle de Fontainemore en amont et celle de Perloz en aval.

Localisation de la commune de Lillianes à l'intérieur de la Vallée d'Aoste.

## Toponymie
Le toponyme latin est Insula Hæliana.

## Agriculture
Le produit traditionnel de Lillianes est la châtaigne. La variété lillinoise est mise en commerce par la coopérative Le hérisson, dont le siège au hameau They accueille également un musée.

## Monuments et lieux d'intérêt
- Église paroissiale Saint-Roch (XVIIe siècle, clocher du XVe siècle)
- Pont de pierre de 1733
- Bec Fourà (1 830 mètres), du  patois lillinois, pic troué
- Le lieu-dit Plan des sorcières (1 800 mètres), où se déroulaient des anciens rites, avec des cupules reproduisant la position des Pléiades
- une maison forte des Vallaise, citée en 1351[4].

## Société

### Évolution démographique
Habitants recensés

## Personnalités liées à Lillianes
- Jacques-Joseph Jans (1813-1872), évêque d'Aoste.
- Joseph-Marie Squinabol (1834-1915), professeur aux gymnases royaux de Turin.
- Senofonte Squinabol (1861-1941), géologue et botaniste, fils du précédent.
- Parfait Jans (1926-2011), homme politique français, originaire de Lillianes.
- Clorinda Vercellin - poétesse en patois lillinois née en 1897.

## Événements
Le 26 décembre les Lillinois organisent des tournois de Roulette (Rouotta dans le patois local), très semblable au jeu de boules, où chaque joueur doit chercher à jeter sa boule le plus près possible du bouchon, en imitant les gestes du joueur précédent.

## Administration

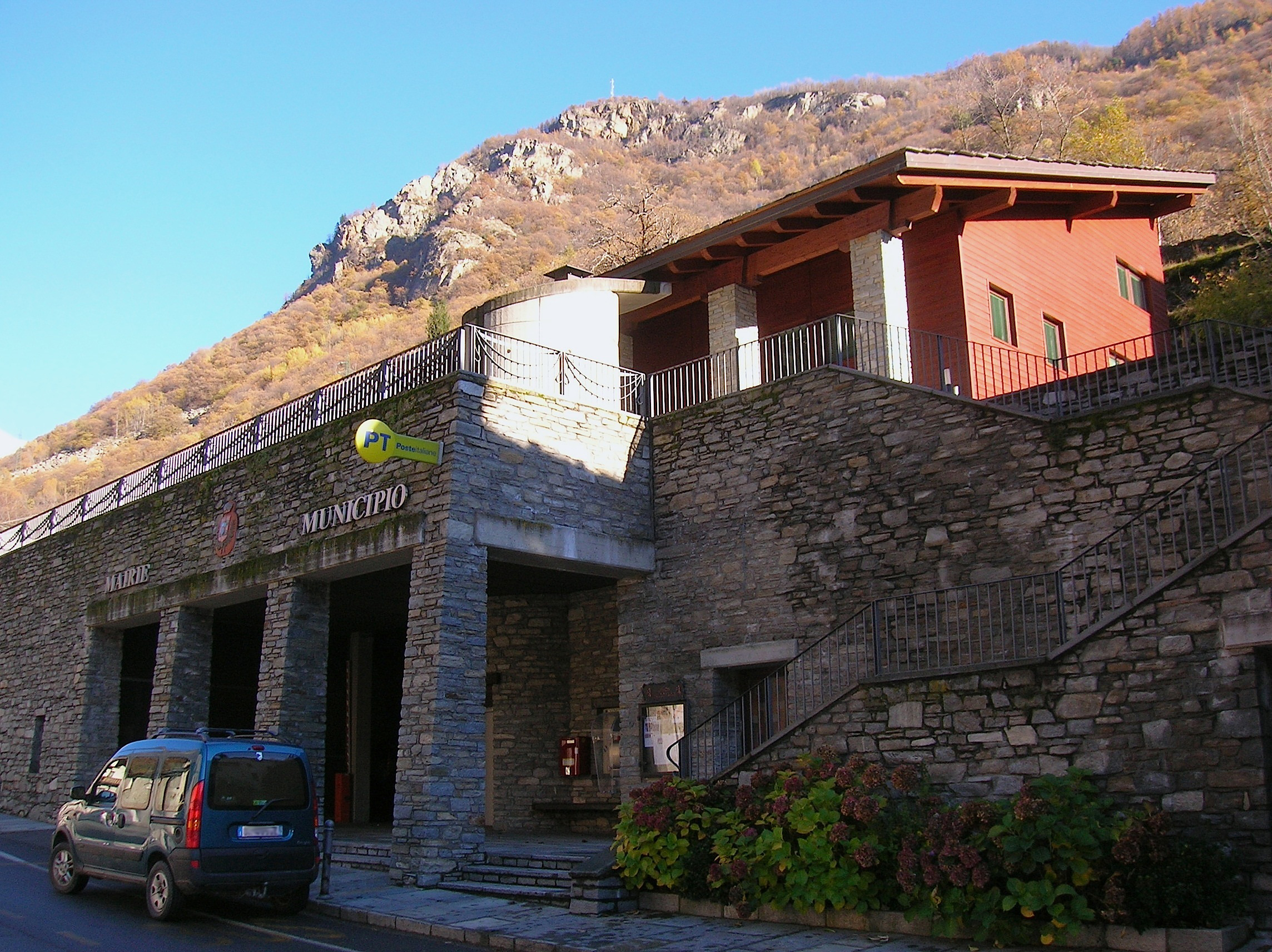
La maison communale.

| Période                                  | Période     | Identité          | Étiquette     | Qualité |
| ---------------------------------------- | ----------- | ----------------- | ------------- | ------- |
| 9 mai 2005                               | 24 mai 2010 | Dominique Jans    | Liste civique | Syndic  |
| 24 mai 2010                              | En cours    | Daniel De Giorgis | Liste civique | Syndic  |
| Les données manquantes sont à compléter. |             |                   |               |         |

### Hameaux
Chessun, Chessun Vieux, Chichal, Praz, Rouby, Fey, They, Court, Foby, Tournoun, Suc, Lazé, Bonnesheures, Barmetta, Barbiaz, Salé, Las, Toux, Coeurtes, Fangeas, Vérigoz, Mattet, Costey, Parte-Joux, Grange, Choulére, Moler, Tetoun, Sassa, Moliné, Pines, Sénéchaz, Russy, Vallomy, Montcervier, Rive, Piatta, Pérapianaz, Traversagn, Duzeré, Mirioux, Verfey, Riasseu, Berlechuz, Couleura

### Communes limitrophes
Carema (TO), Fontainemore, Graglia (BI), Issime, Perloz, Pollone (BI), Settimo Vittone (TO), Sordevolo (BI)

## Galerie de photos

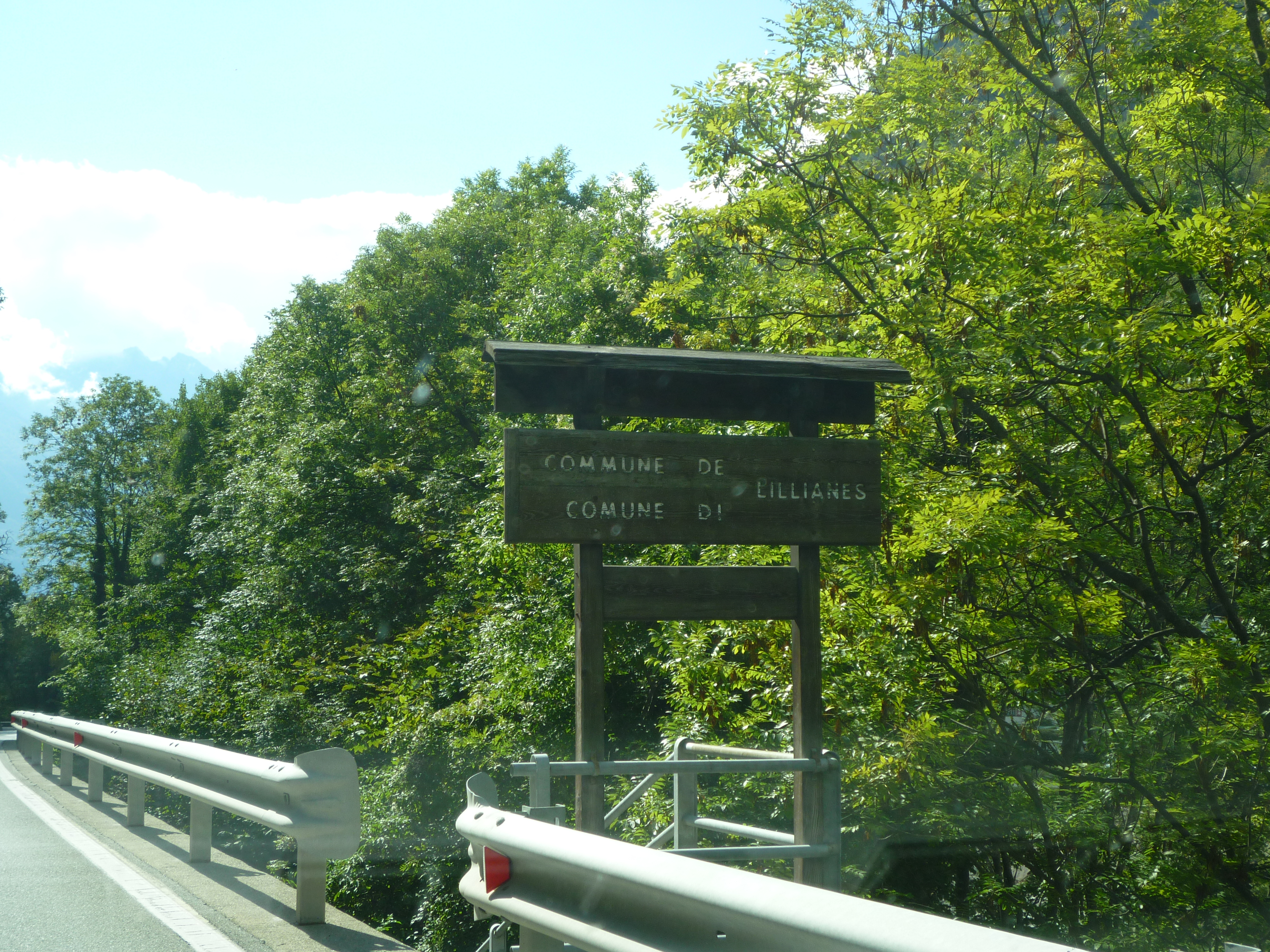
Panneau bilingue (français-italien) à l'entrée du territoire communal
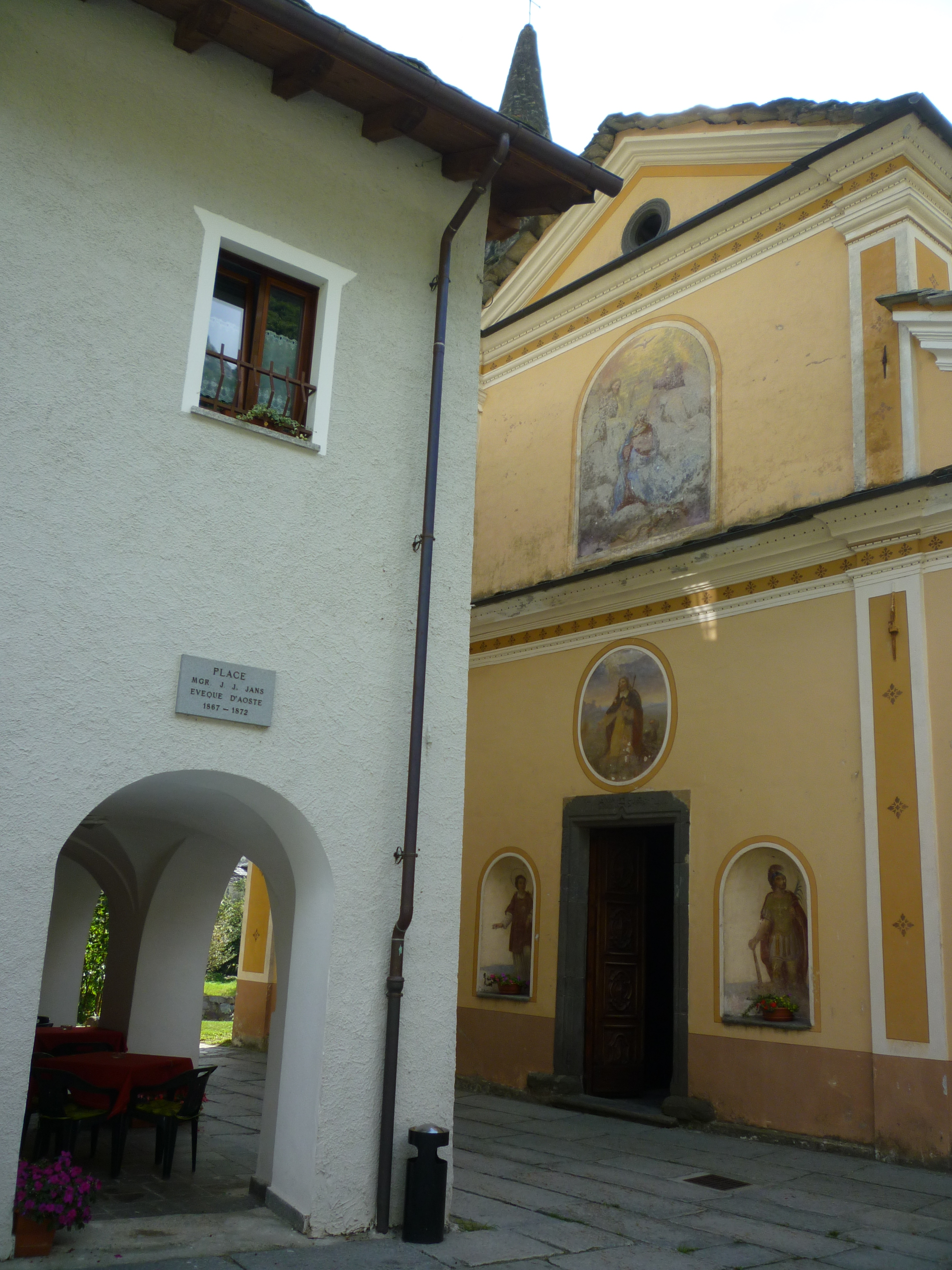
Place Jacques-Joseph Jans, lillinois évêque d'Aoste (1867-1871)
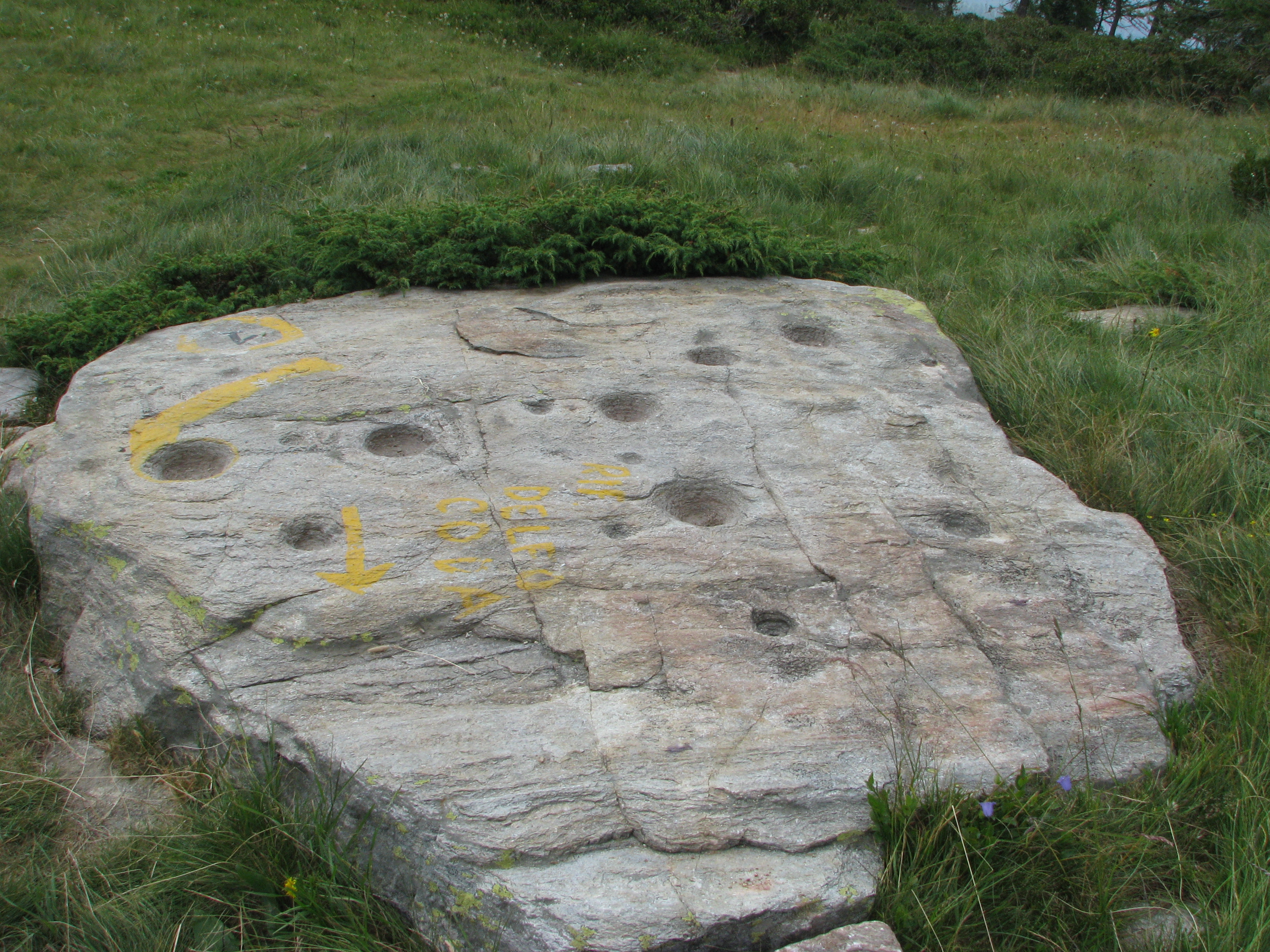
Une pierre avec des cupules au lieu-dit Plan des sorcières
Le pont de pierre